# Строкова, Александра Тимофеевна
Александра Тимофеевна Строкова (1896 год, село Алтайское — 1967 год) — звеньевая колхоза имени Мичурина Алтайского района Алтайского края. Герой Социалистического Труда (1948).

## Биография
Родилась в 1896 году в бедной крестьянской семье в селе Алтайское. Получила начальное образование. Подростком занималась батрачеством. В 1930 году вступила в колхоз имени Мичурина Алтайского района. В годы войны была назначена звеньевой полеводческого звена.
В 1947 году звено, руководимое Александрой Строковой, собрало в среднем с каждого гектара по 31 центнера озимой ржи, 26,5 центнеров яровой пшеницы и 27 центнеров махорки. Указом Президиума Верховного Совета СССР от 4 марта 1948 года за получение высоких урожаев ржи при выполнении колхозом обязательных поставок и контрактации по всем видам сельскохозяйственной продукции, натуроплаты за работу МТС в 1947 году и обеспеченности семенами зерновых культур для весеннего сева 1948 года удостоена звания Героя Социалистического Труда с вручением ордена Ленина и золотой медали «Серп и Молот».
В 1950 году переехала в Чимкентскую область, где умерла в 1967 году.

## Награды
- Герой Социалистического Труда — указом Президиума Верховного Совета СССР от 4 марта 1948 года
- Орден Ленина
- Орден Трудового Красного Знамени (20.05.1949)